# Kultura s lineární keramikou

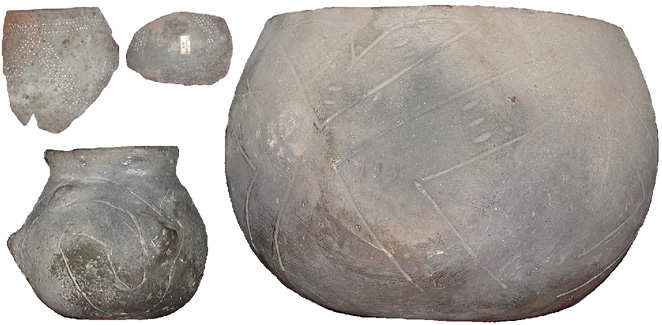
Lineární keramika ze sbírky university v Jeně

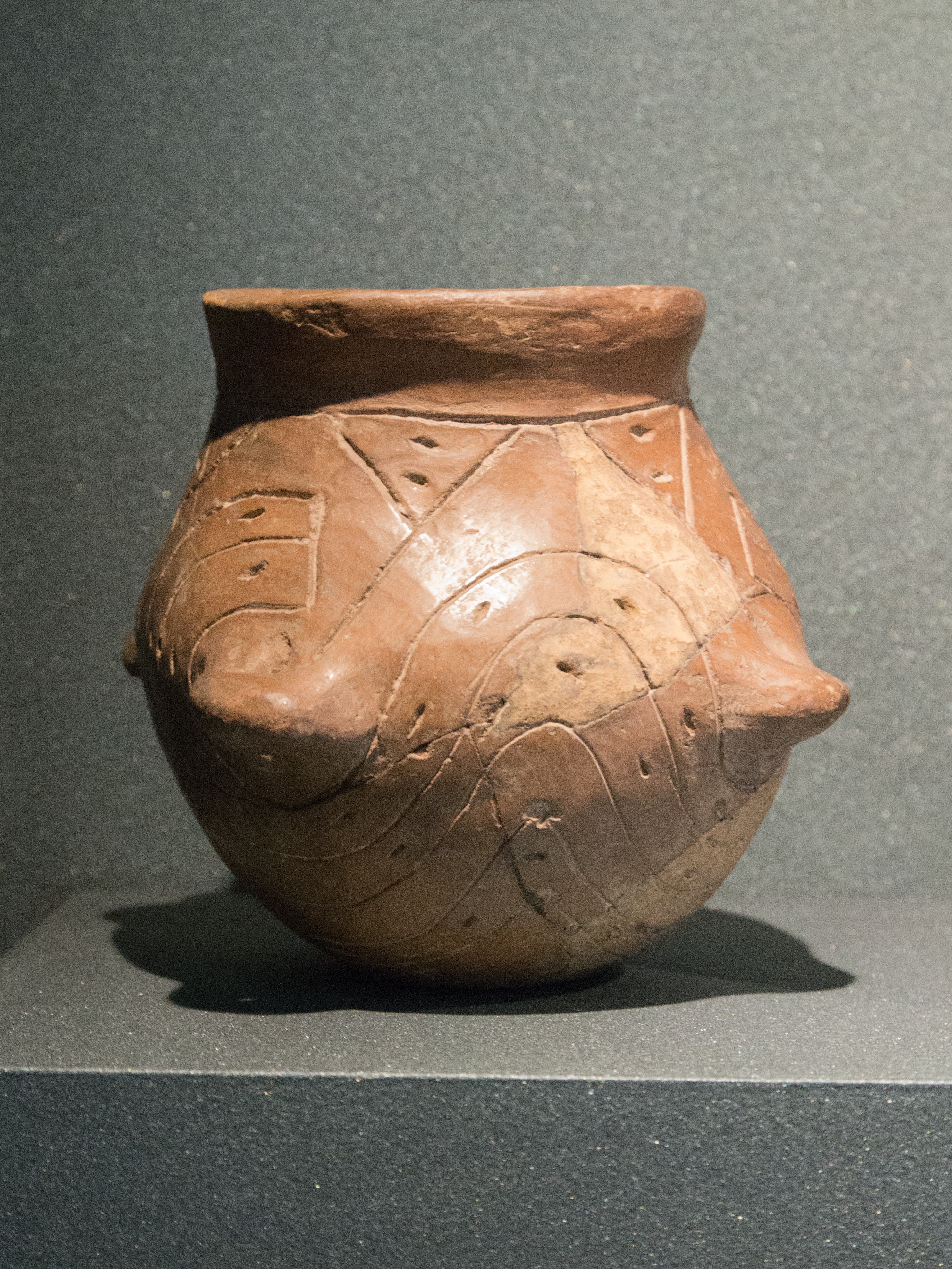
Lineární keramika ze sbírky Muzea hlavního města Prahy

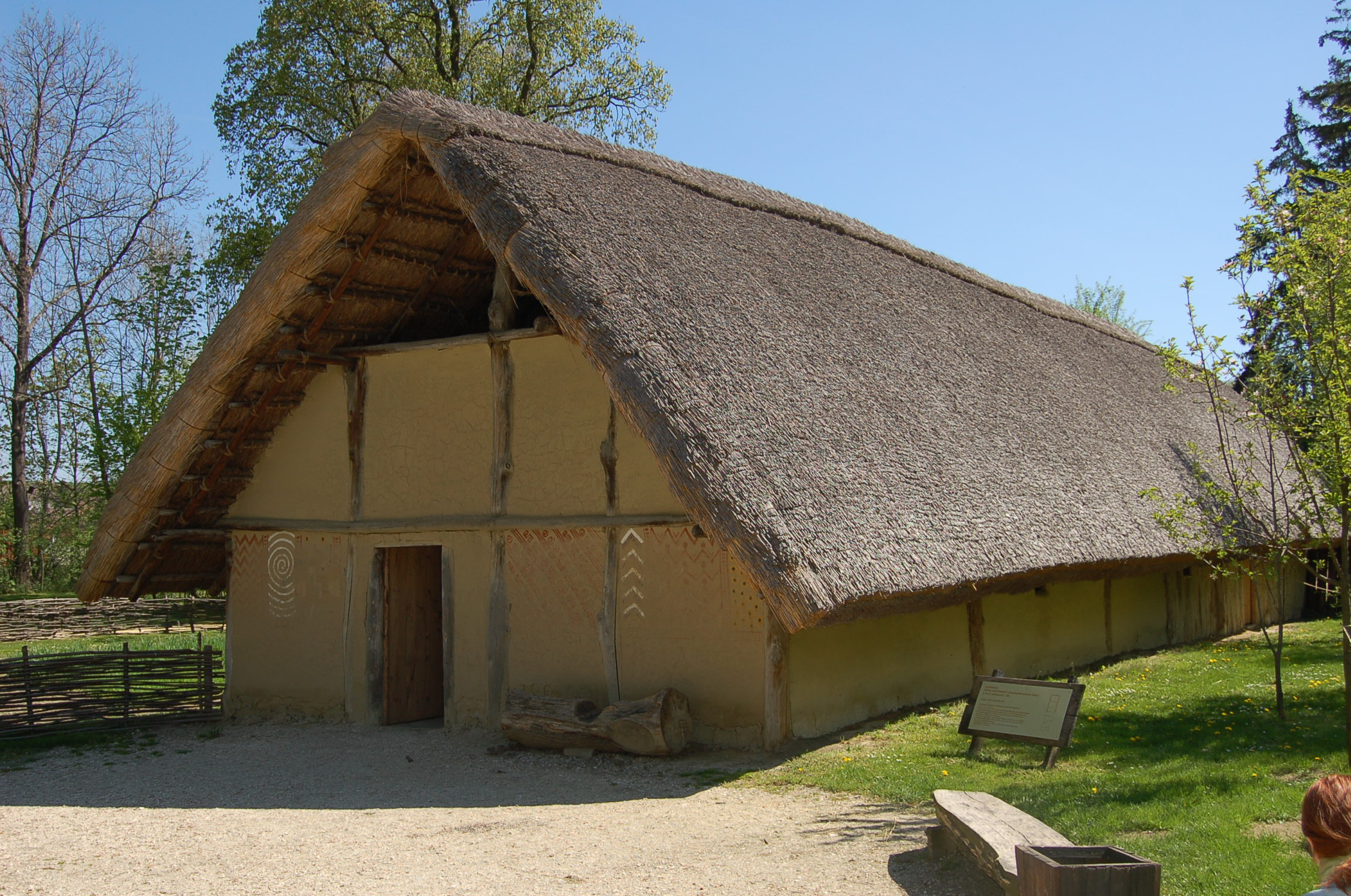
Neolitický dlouhý dům

Kultura s lineární keramikou je pravěká neolitická kultura rozšířená ve střední Evropě v 6. tisíciletí př. n. l., nazvaná podle charakteristické výzdoby nádob rovnými či zavinutými čarami. Její nositelé byli vůbec prvními zemědělci na území dnešních Čech a Moravy. Ve starší literatuře bývala označována jako volutová keramika. Používá se pro ni zkratka LnK nebo mezinárodní zkratka LBK z německého Linearbandkeramik.

## Rozšíření
Kultura se postupně rozšířila na rozsáhlé území od dolního Porýní a severní Francie na západě až po Dněpr na Ukrajině na východě. V Čechách pozvolna přechází v kulturu s vypíchanou keramikou, zatímco Morava se dostává do sféry kultury lengyelské.
Ve střední Evropě osídlili nositelé kultury s lineární keramikou především nejúrodnější oblasti kolem řek, zatímco původní mezolitičtí lovci a sběrači se stáhli do méně úrodných regionů ve vyšších nadmořských výškách a obě společenství existovala po delší dobu paralelně vedle sebe.
Kultura s lineární keramikou se dělí na dvě větve:
- východoslovenská (alföldská) – kultura s východní lineární keramikou
- západní větev – Kultura se západní lineární keramikou

## Genetický původ
Podle moderních genetických výzkumů se jednalo o potomky neolitických zemědělců z Anatolie, kteří se do Evropy začali stěhovat před 9000 lety během neolitické revoluce v zemědělství. Geneticky měli nejblíž k současným obyvatelům jižní Evropy, například Sardincům a Baskům.
Moderní Češi jsou přibližně z jedné třetiny genetickými potomky neolitických zemědělců, kteří ve střední Evropě vytvořili kulturu s lineární keramikou, a to především po mateřské linii.

## Kultura s lineární keramikou v Česku
Neolitická sídliště na území Čecha a Moravy byla obvykle otevřená a neohrazená, rozkládala se v nížinných polohách (do 350 m n. m.) na úrodných spraších v blízkosti vodního toku. 
- Sídliště: Březno, Bylany, Předměřice nad Labem, Lochenice, Úhřetice, Tuněchody, Jeřice, Mohelnice, Žimutice, Chabařovice[4]
- Pohřebiště: Vedrovice